# MY group
株式会社MY group（マイグループ、MY group Co., Ltd）は、東京都港区赤坂に本社をおくミス・ユニバース・ジャパン、イベント運営を行う企業。

## 概要
ミス・ユニバース・ジャパン 2008年日本代表およびミス・ユニバース・ジャパン ナショナルディレクターを務める美馬寛子を代表に2017年（平成29年）に設立。ミス・ユニバース・ジャパンの運営、ミスコンテストをはじめとするコンテスト出場者やモデルと一般女性の養成スクール、イベントなどの企画・運営を手がける。スクールは「MY beauty（マイ ビューティー）」という名称で開講。2019年8月22日にMy group第1期となる2019 ミス・ユニバース® ジャパン ファイナル（日本大会）を山野美容専門学校にて開催。